# 捷克斯洛伐克聯邦憲法法案
捷克斯洛伐克聯邦憲法法案（捷克語: Ústavní zákon o československé federaci, 斯洛伐克語: Ústavný zákon o česko-slovenskej federácii）於1968年10月27日由捷克斯洛伐克社會主義共和國國民議會通過，並於1969年至1992年生效的憲法法律。捷克斯洛伐克聯邦憲法法案在第143/1968 Coll號法律彙編中公佈。 有了這部憲法法案，統一的捷克斯洛伐克社會主義共和國變成了一個聯邦。 政府結構發生了根本性的變化。1969年1月1日，捷克社會主義共和國和斯洛伐克社會主義共和國成立，成為捷克斯洛伐克聯邦的一部分。
《捷克斯洛伐克聯邦憲法法》取代了捷克斯洛伐克社會主義共和國憲法的第三、第四、第五和第六章。並於1969年1月1日生效（第146條第2款和第3款、第149條和第150條除外，它們在頒布之日生效）。1993年1月1日，《捷克共和国宪法》废除了捷克斯洛伐克聯邦憲法法案。

## 憲法法案内容
捷克斯洛伐克聯邦憲法法案由八個部分（一共有153 條）和一個介紹性序言組成。
八個部分分別為:
1. 基本規定
2. 聯邦和各共和國之間的權力劃分
3. 聯邦議會
4. 捷克斯洛伐克社會主義共和國總統
5. 捷克斯洛伐克社會主義共和國政府
6. 捷克斯洛伐克社會主義共和國憲法法院
7. 捷克社會主義共和國和斯洛伐克社會主義共和國的國家機構
8. 過渡性條款、一般條款和最終條款

## 序言
憲法法案序言：
我們，捷克和斯洛伐克民族，基於我們的現代歷史充滿了共同生活的共同意願，
感謝我們五十年的共同國家生活加深和加強了我們古老的友誼，使我們的人民得以發展，實現他們的民主和社會主義理想，並表明了他們生活在一個共同國家的切身利益，但同時表明我們的關係需要建立在新的和更公平的基礎上，
也認識到自決和分離的不可剝奪性以及尊重每個州，深信自決的聯邦是自決權和平等權的適當體現，也是我們國內充分發展和保護我們民族的地位和主權，
因此決心建立一個共同的聯邦，本著社會主義的人道主義理想和無產階級國際主義的精神，
為所有公民的全面發展和福祉創造條件，並保障他們不分國籍的平等、民主權利和自由，
由我們在捷克國民議會和斯洛伐克國民議會的代表，我們同意建立捷克斯洛伐克聯邦。

## 第一章 基本規定
第一章包含六條關於國家形式的條款。
第 1 條規定了聯邦的建立（捷克社會主義共和國、斯洛伐克社會主義共和國的建立）。
第 3 條規定了捷克斯洛伐克社會主義共和國以及捷克社會主義共和國和斯洛伐克社會主義共和國的領土。
第 5 條規定了聯邦和共和國的公民身份（確立雙重公民身份：聯邦和共和國）。

## 第二章 聯邦和各共和國之間的權力劃分
第二章包含了 22 條（1968年的原始版本）規範聯邦和各共和國的權限。

## 第三章 聯邦議會
聯邦議會是聯邦立法機關。 由兩院組成，即參議院和眾議院。 引入了禁止專業化的禁令。 聯邦議會主席頒布了法律措施。眾議院有200名代表，任期4年。 參議院有150名代表，其中捷克社會主義共和國75名，斯洛伐克社會主義共和國75名，同樣任期4年。

## 第四章 捷克斯洛伐克社會主義共和國總統
捷克斯洛伐克社會主義共和國總統是國家元首。總統是由聯邦議會選舉產生的。

## 第五章 捷克斯洛伐克社會主義共和國政府
聯邦政府是一個行政機構。由總統、副總統和聯邦部長組成。聯邦政府由共和國總統任命，但對聯邦議會負責。

## 第六章 捷克斯洛伐克社會主義共和國憲法法院
憲法法院由聯邦議會選舉產生，是保護憲法的司法機構。1991年被憲法法院憲法法案取代。

## 第七章 捷克社會主義共和國和斯洛伐克社會主義共和國的國家機構

### 第一節：全國委員會
捷克國民議會和斯洛伐克國民議會是兩個共和國的立法機構。

### 第二節：政府
兩個共和國都有自己的政府，對國民議會負責。

## 第八章 最終條款
在第143條中，捷克斯洛伐克社會主義共和國憲法的第三、第四、第五和第六標題以及第一條第二款和第十二條、第一百零七條至第一百零九條和第一百一十一條的規定被廢除。第151條確定了憲法法案的有效性。

## 過渡性條款
《捷克斯洛伐克聯邦憲法法案》在其有效期內得到了廣泛的修改和補充。 
修訂法規：
- 203/1968 Sb. RS pro ČR a SR vydání
- 117/1969 Sb. ruší
- 125/1970 Sb. mění a doplňuje
- 43/1971 Sb. mění
- 50/1975 Sb. mění a doplňuje
- 161/1989 Sb. mění a doplňuje
- 182/1989 Sb. mění
- 46/1990 Sb. mění a doplňuje
- 100/1990 Sb. doplňuje
- 158/1990 Sb. doplňuje
- 159/1990 Sb. mění a doplňuje
- 46/1990 Sb. mění a doplňuje
- 294/1990 Sb. mění a doplňuje
- 295/1990 Sb. mění a doplňuje
- 294/1990 Sb. mění a doplňuje
- 556/1990 Sb. mění
- 23/1991 Sb. mění
- 91/1991 Sb. ruší
- 103/1991 Sb. Úplné znění
- 327/1991 Sb. doplňuje
- 206/1992 Sb. mění a doplňuje
- 205/1992 Sb. mění a doplňuje
- 237/1992 Sb. ruší
- 493/1992 Sb. mění a doplňuje
- 211/1992 Sb. mění a doplňuje

## 外部鏈接
- Původní znění （页面存档备份，存于）
- Bobek, M. – Molek, P. – Šimíček, V. (eds.): KOMUNISTICKÉ PRÁVO V ČESKOSLOVENSKU – Kapitoly z dějin bezpráví. Masarykova univerzita, Mezinárodní politologický ústav, Brno, 2009, 1007 s. （页面存档备份，存于） (PDF ke stažení)
- Ústavní zákon na stránkách Poslanecké sněmovny Parlamentu ČR （页面存档备份，存于）

1. 1 2 3 4 5 6 7 8 9 10 11 12 13 14 15 16  . www.psp.cz.   [2021-11-20]. （原始内容存档于2022-01-21）.